# Jade North
Pour les articles homonymes, voir North.
Jade Bronson North est un footballeur australien né le 7 janvier 1982 à Taree. Il évolue au poste de défenseur.

## Palmarès
- Championnat d'Australie : 2014

### Distinctions personnelles
- Membre de l'équipe type de A-League en 2015-16.